# Final da Copa do Mundo de Ginástica Artística de 1979
A quarta Final da Copa do Mundo de Ginástica Artística foi realizada na cidade de Tóquio, no Japão, em 1979 e contou com as provas do individual geral masculino e feminino.

## Medalhistas
| Evento           | Ouro                   | Prata                           | Bronze              |
| ---------------- | ---------------------- | ------------------------------- | ------------------- |
| Masculino        |                        |                                 |                     |
| Individual geral | URS Alexander Dityatin | JPN Shigeru Kasamatsu           | BUL Stojan Deltchev |
| Feminino         |                        |                                 |                     |
| Individual geral | URS Stella Zakharova   | ROU Emilia Eberle URS Nelli Kim | nenhum              |

## Quadro de medalhas
| Ordem | País            | Medalha de ouro | Medalha de prata | Medalha de bronze | Total |
| ----- | --------------- | --------------- | ---------------- | ----------------- | ----- |
| 1     | União Soviética | 2               | 1                |                   | 3     |
| 2     | Japão           |                 | 1                |                   | 1     |
| 2     | Roménia         |                 | 1                |                   | 1     |
| 3     | Bulgária        |                 |                  | 1                 | 1     |
| TOTAL | TOTAL           | 2               | 3                | 1                 | 6     |